# Vladimir Bakulin
Vladimir Bakulin (n. 3 septembrie 1939, Kliuchi, regiunea Kamceatka⁠(d), Ust-Kamchatsky District⁠(d), RSFS Rusă, URSS – d. 10 decembrie 2012, Almaty, Kazahstan) a fost un luptător ce a reprezentat Uniunea Republicilor Sovietice Socialiste, medaliat olimpic. A participat la o ediție a Jocurilor Olimpice (1968) în care a câștigat o medalie de argint.

## Participări
Lista de mai jos prezintă principalele competiții la care a participat Vladimir Bakulin de-a lungul carierei.
- wrestling at the 1968 Summer Olympics – men's Greco-Roman 52 kg[*]